# Ematomielia
L'ematomielia è la condizione patologica nella quale si verifica un sanguinamento all'interno del midollo spinale in risposta a traumi, tumori, turbe vascolari o metaboliche.

## Cause
L'ematomielia è dovuta alla rottura dei vasi sanguigni presenti all'interno del midollo spinale per cause di natura traumatica o meno. Generalmente la rottura di questa vasi è secondaria ad un trauma che può associarsi o meno alla frattura di una vertebra. Potenzialmente ogni brusco aumento di pressione all'interno di questi vasi può causarne la rottura soprattutto in presenza di fattori predisponenti. L'arteriosclerosi, alcune malattie dei vasi d'interesse reumatologico, malformazioni vascolari ed alcune infezioni possono essere fattori favorenti o causali dell'ematomielia. Altri fattori atraumatici predisponenti al sanguinamento sono tumori del canale spinale, turbe della coagulazione di natura ereditaria od acquisita ed il sempre più comune utilizzo di farmaci anticoagulanti (es. warfarin, acido acetilsalicilico) sebbene, in questo ultimo caso, siano eventi del tutto eccezionali ed imputabili ad una causa sottostante.

## Segni e sintomi
L'ematomielia si manifesta inizialmente come una mielopatia ossia con dolore improvviso alla schiena con dolore radicolare e deficit neurologico corrispondente al livello nel quale l'emorragia si è verificata con iniziale paraplegia o tetraplegia ossia con il deficit acuto del primo motoneurone. La paralisi è quindi inizialmente flaccida ed evolve seguentemente alla forma spastica; contemporaneamente si avrà l'aumento della vivacità dei riflessi nei segmenti posti sotto il livello leso. All'interno del midollo, la sede tipica di sanguinamento è la sostanza grigia centrale.

## Diagnosi
La presentazione clinica è aspecifica evidenziandosi di fatto un quadro di mielopatia. La diagnosi richiede generalmente un esame con TC o RMN che evidenziano la presenza di sangue nella compagine del midollo spinale. L'esame con risonanza magnetica prima e dopo l'infusione di mezzo di contrasto (gadolinio) rappresenta l'esame di elezione per la diagnosi e la definizione del problema.

## Trattamento
Il trattamento si basa sulla gestione delle cause che hanno condotto al sanguinamento ove questo sia possibile; dove siano presenti neoplasie primitive o secondarie del midollo può essere indicata la chirurgia. L'ematomielia, nonostante i trattamenti, evolve spesso il lesioni irreversibili di tipo neurologico con paralisi e/o insensibilità corrispondenti ai dermatomeri colpiti.